# LRTセンカン線
LRTセンカン線Sengkang LRT Lineは、シンガポールのSBSトランジットが運営する新交通システム、ライト・レール・トランジットの路線である。

## 概要
MRT北東線の乗り換え駅であるSTCセンカン駅を中心に、8の字の線形をしている。営業線ではないがプンゴル線への短絡線（プンゴル線からセンカン車両基地への回送用）がある。

## 沿革
- 2003年1月20日 - センカン東環状線部分が開業。終日 双方向運転。
- 2005年1月29日 - センカン西環状線部分が開業（SW1チェン・リム駅 - SW3クパン駅を除く）。単方向で運転開始。
- 2007年11月15日 - SW2ファームウェイ駅開業。
- 2010年1月4日 - 西環状線で平日の朝夕ラッシュ時に双方向運転開始。
- 2013年1月1日 - SW1チェン・リム駅開業。全線で終日 双方向運転開始[1]。
- 2015年6月27日 - SW3クパン駅が開業し、全線 全面開業[2]。

## 運転
東環状線、西環状線ともに無人自動運転が行われていて、全線で終日 双方向運転となっている。

### センカン東環状線
- 運転時間：05時27分 - 00時41分
- 運転間隔：ピーク時3.5分間隔、オフピーク時6分間隔

### センカン西環状線
- 運転時間：05時19分 - 00時47分
- 運転間隔：ピーク時4.5分間隔、オフピーク時7分間隔

## 車両
- 三菱重工業が海外輸出用に独自開発したクリスタルムーバーを使用している。1両での運転である。

## 改良計画
2012年10月31日にシンガポール陸上交通庁（LTA）は2016年第1四半期までにセンカン線とプンゴル線で2両編成での運転を開始し、車両も16両増備して57両とすると発表した。これにより一度に2倍の乗客が乗れるようになる。合わせて信号設備や通信システムの増強も行われる。
2015年12月22日から2両編成での運転が開始され、1編成あたりの輸送力は105人から204人に増強された。また、5年間にわたって輸送力をさらに向上させる計画も明らかにされた。

## 駅一覧

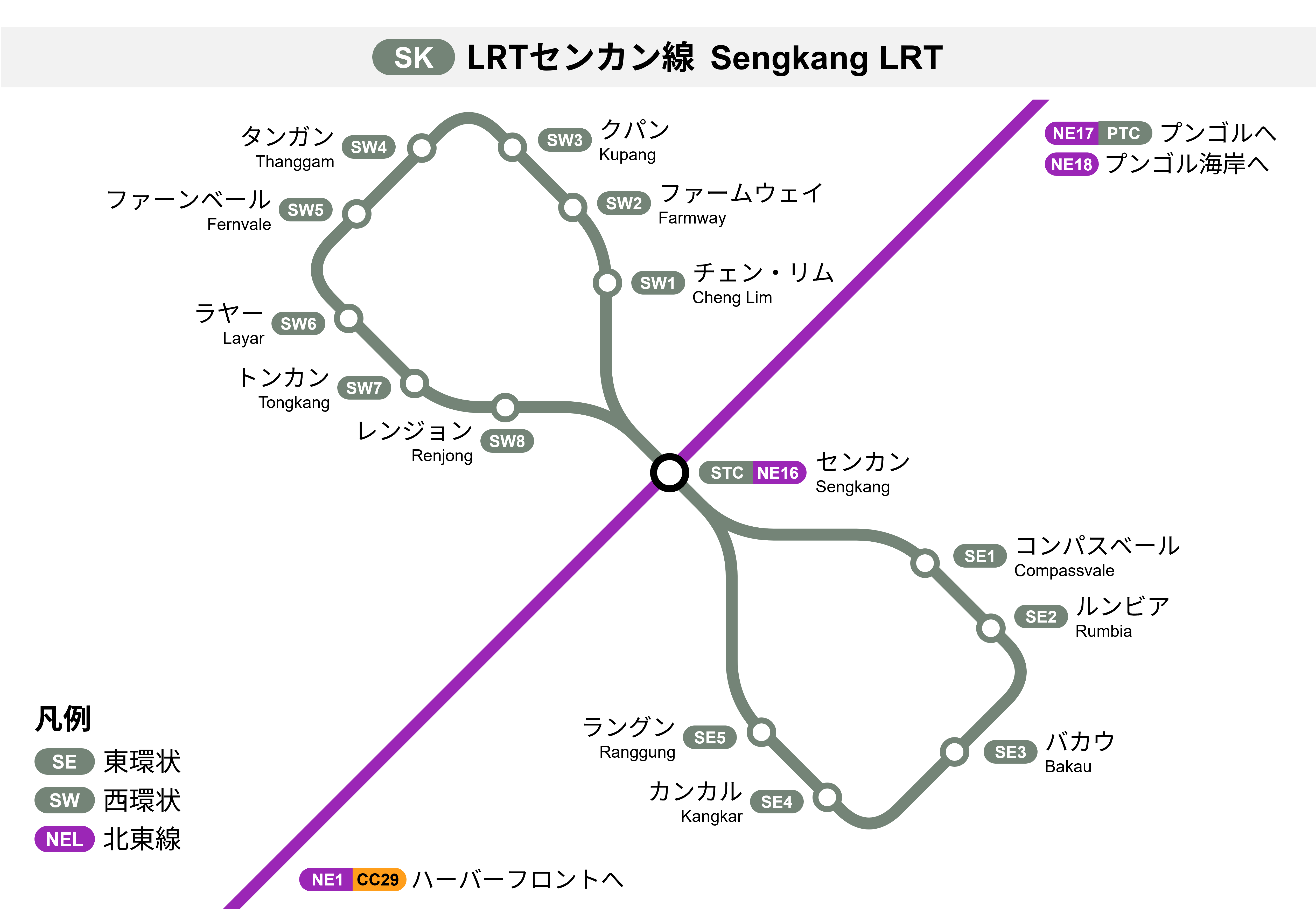

| 駅番号           | 駅名             | 駅名        | 駅名         | 駅名     | 営業キロ | 接続路線・備考 |
| 駅番号           | 日本語           | 英語        | 簡体字中国語 | タミル語 | 営業キロ | 接続路線・備考 |
| ---------------- | ---------------- | ----------- | ------------ | -------- | -------- | -------------- |
| STC              | センカン駅       | Sengkang    | 盛港         | செங்காங்     |          | NE16 北東線    |
| センカン東環状線 |                  |             |              |          |          |                |
| SE1              | コンパスベール駅 | Compassvale | 康埔桦       | கம்பஸ்வேல்   |          |                |
| SE2              | ルンビア駅       | Rumbia      | 棕美         | ரூம்பியா     |          |                |
| SE3              | バカウ駅         | Bakau       | 码高         | பக்காவ்     |          |                |
| SE4              | カンカル駅       | Kangkar     | 港脚         | கங்கார்     |          |                |
| SE5              | ラングン駅       | Ranggung    | 兰岗         | ரங்கோங்     |          |                |
| センカン西環状線 |                  |             |              |          |          |                |
| SW1              | チェン・リム駅   | Cheng Lim   | 振林         | செங் லிம்    |          |                |
| SW2              | ファームウェイ駅 | Farmway     | 农道         | ஃபாம்வே     |          |                |
| SW3              | クパン駅         | Kupang      | 古邦         | கூப்பாங்     |          |                |
| SW4              | タンガン駅       | Thanggam    | 丹甘         | தங்கம்     |          |                |
| SW5              | ファーンベール駅 | Fernvale    | 芬微         | ஃபொ்ன்வேல்    |          |                |
| SW6              | ラヤー駅         | Layar       | 拉雅         | லாயார்      |          |                |
| SW7              | トンカン駅       | Tongkang    | 同港         | தொங்காங்     |          |                |
| SW8              | レンジョン駅     | Renjong     | 仁宗         | ரெஞ்சோங்     |          |                |